# Elien Meijer
Elsiena Janneke (Elien) Meijer (Den Helder, 25 januari 1970), is een voormalige Nederlandse roeister. Ze werd wereldkampioene vier zonder stuurvrouw. Ook nam ze tweemaal deel aan de Olympische Spelen en won hierbij één medaille.

## Biografie
Haar eerste succes boekte ze bij het WK 1994 in de Indianapolis Eagle Creek door wereldkampioene te worden op het roeionderdeel vier zonder stuurvrouw. Op datzelfde WK nam ze ook deel met de vrouwenacht, maar moest hierbij genoegen nemen met een vierde plaats.
In 1996 maakte ze haar olympische debuut bij de Olympische Spelen van Atlanta op het roeionderdeel twee zonder stuurvrouw. Met haar partner Anneke Venema finishte ze in de B-finale met een tijd van 7:17.26 en eindigde hiermee op een achtste plaats. Vier jaar later op de Olympische Spelen van Sydney verging het haar beter bij de vrouwenacht. Ditmaal finishte ze in 6.09,39 hetgeen genoeg was voor een zilveren medaille. Het goud ging naar de Roemeense roeiploeg, die in 6.06,44 over de finish kwam.
Ze studeerde rechtswetenschappen en was in haar actieve tijd aangesloten bij de studentenroeivereniging A.U.S.R. Orca in Utrecht.

## Titels
- Wereldkampioene vier zonder stuurvrouw - 1994

## Palmares

### Roeien (twee zonder stuurvrouw)
- 1996: 8e OS in Atlanta - 7.17,26

### Roeien (vier zonder stuurvrouw)
- 1994:  WK in Indianapolis - 6.30,76
- 1995: 6e WK in Tampere - 7.38,47

### Roeien (acht met stuurvrouw)
- 1994: 4e WK in Indianapolis - 6.10,00
- 1999:  Wereldbeker I in Hazewinkel - 6.28,83
- 1999:  Wereldbeker III in Luzern - 6.04,20
- 1999: 4e WK in St. Catharines - 6.55,57
- 2000:  Wereldbeker I in München - 6.33,93
- 2000: 4e Wereldbeker III in Luzern - 6.15,13
- 2000:  OS in Sydney - 6.09,39

Elien Meijer · 
Anneke Venema
Anneke Venema · 
Carin ter Beek · 
Nelleke Penninx · 
Pieta van Dishoeck · 
Eeke van Nes · 
Tessa Appeldoorn · 
Marieke Westerhof · 
Elien Meijer · 
Martijntje Quik (stuurvrouw)